# Liste der Bodendenkmäler in Stammbach
Auf dieser Seite sind die Bodendenkmäler in dem oberfränkischen Markt Stammbach zusammengestellt. Diese Tabelle ist eine Teilliste der Liste der Bodendenkmäler in Bayern. Grundlage ist die Bayerische Denkmalliste, die auf Basis des Bayerischen Denkmalschutzgesetzes vom 1. Oktober 1973 erstmals erstellt wurde und seither durch das Bayerische Landesamt für Denkmalpflege geführt wird. Die folgenden Angaben ersetzen nicht die rechtsverbindliche Auskunft der Denkmalschutzbehörde.

## Bodendenkmäler in Stammbach

### Bodendenkmäler in der Gemarkung Fleisnitz
| Lage                 | Objekt                                               | Akten-Nr.     | Bild |
| -------------------- | ---------------------------------------------------- | ------------- | ---- |
| Fleisnitz (Standort) | Siedlung des Neolithikums.                           | D-4-5836-0022 |      |
| Fleisnitz (Standort) | Siedlung des Neolithikums und der frühen Latènezeit. | D-4-5836-0023 |      |

### Bodendenkmäler in der Gemarkung Förstenreuth
| Lage                    | Objekt                                                           | Akten-Nr.     | Bild |
| ----------------------- | ---------------------------------------------------------------- | ------------- | ---- |
| Förstenreuth (Standort) | Siedlung des Neolithikums.                                       | D-4-5836-0026 |      |
| Förstenreuth (Standort) | Freilandstation des Mesolithikums und Siedlung des Neolithikums. | D-4-5836-0121 |      |

### Bodendenkmäler in der Gemarkung Stammbach
| Lage                 | Objekt | Akten-Nr.     | Bild |
| -------------------- | --- | ------------- | ---- |
| Stammbach (Standort) | Mittelalterliches und frühneuzeitliches Erzrevier mit Gräben und Halden.                                              | D-4-5836-0028 |      |
| Stammbach (Standort) | Siedlung der frühen Latènezeit.                                                                                       | D-4-5836-0029 |      |
| Stammbach (Standort) | Vorgängerbau sowie Befunde des Mittelalters und der frühen Neuzeit im Bereich der evang.-Luth. Pfarrkirche St. Maria. | D-4-5836-0065 |      |
| Stammbach (Standort) | Befunde der frühen Neuzeit im Bereich der Evangelisch-Lutherischen Friedhofskirche in Stammbach.                      | D-4-5836-0066 |      |
| Stammbach (Standort) | Abgegangener spätmittelalterlicher Wartturm.                                                                          | D-4-5836-0084 |      |